# Kamp Aschendorfermoor
Kamp Aschendorfermoor  (Duits: Lager II Aschendorfermoor ) was het tweede van de vijftien Emslandlager. Lager II was gelegen nabij het dorp Aschendorfermoor, ongeveer 15 kilometer ten oosten van de grens bij Bourtange.

## Geschiedenis
Kamp Aschendorfermoor werd in 1935 op last van het ministerie van Justitie als gevangenkamp voor 1.000 mensen aangelegd. In de officiële Duitse lijst van concentratiekampen staat Aschendorfermoor vermeld onder nummer 36. In het kader van de Emslandlager wordt het kamp Lager II Aschendorfermoor genoemd. De bewaking werd met circa 300 mannen door justitieambtenaren en de SA verzorgd. Van juli 1937 tot mei 1940 werden alle politieke gevangenen uit de Emsland kampen in kamp Aschendorfermoor samengebracht. In die jaren werd de capaciteit vergroot tot ca. 2.200 gevangenen.

## Omstandigheden
De gevangenen werden ingezet in de turfindustrie, om land in cultuur te brengen en voor het aanleggen van wegen en afwateringskanalen. Vaak zware arbeid onder mensonterende omstandigheden. De gevangenen werden ook ingezet om in de omgeving Aschendorfermoor een wandelpark voor de bewakers en hun familieleden aan te leggen. Op 18 en 19 april 1945 werd het kamp door Engelse vliegtuigen beschoten en met brandbommen bestookt. Dit kostte 50 gevangenen het leven. Veel barakken zijn door dat bombardement afgebrand. Tijdens het werk zijn minimaal 237 gevangenen vermoord.

## Na de oorlog

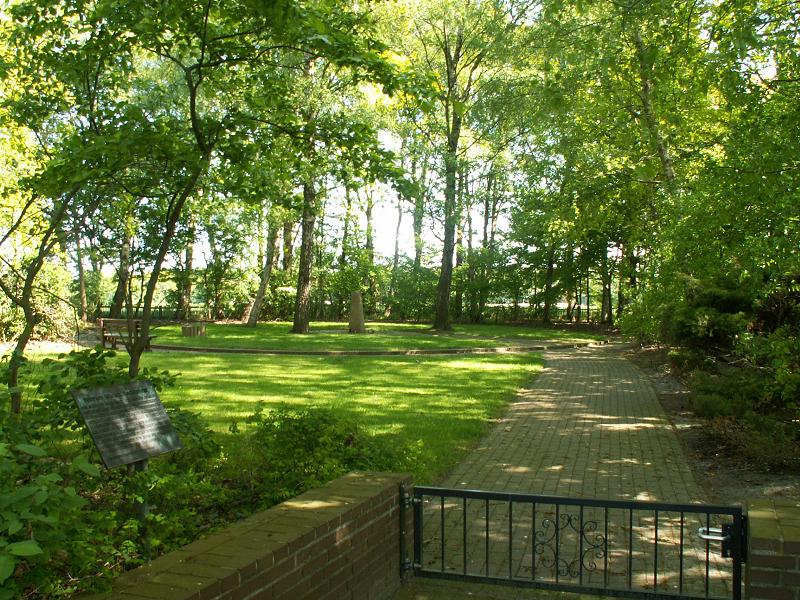
Begraafplaats.

Een onbebouwd stuk grond herinnert aan het vroegere park. Tot in 1956 is er een barak op zijn plaats blijven staan als woning voor een Oostpruisische landbouwer. Op het kerkhof van Herbrum/Aschendorf, het Herold-Friedhof zijn drie gedenktekens, waarvan een voor de omgekomen Luxemburgers en een ter nagedachtenis van 191 vermoorde onbekende gevangenen. De 191 mannen zijn vlak voor het einde van de oorlog in opdracht van de 21-jarige Willi Herold, die zich valselijk voorgaf als Hauptmann, vermoord en in een massagraf geworpen. Herold heeft hiervoor van een Britse krijgsraad de doodstraf gekregen. Meer dan 100 in het kamp gemaakte tekeningen van Ernst Walsken zijn bewaard gebleven.

## Dodental
In de vijftien Emslandlager hebben naar schatting 100.000 krijgsgevangenen en 80.000 politieke- en strafgevangenen moeten verblijven. Naar schatting zijn 30.000 van deze gevangenen vermoord, voor het merendeel Sovjet-krijgsgevangenen. Deze liggen op negen begraafplaatsen en in massagraven begraven. Per kamp kan zowel qua inwonertal als ten aanzien van het dodental niets specifiek met zekerheid worden gezegd. Van de begraafplaatsen is voor een deel van de gevallen wel bekend hoeveel mensen er liggen en welke nationaliteit ze hadden. Hoeveel van de 180.000 kampbewoners de oorlog hebben overleefd is onbekend. Velen zijn later in andere kampen vermoord.

## Ontsnappingen
Soms moesten de gevangenen op enkele honderden meters van de Nederlandse grens werken. Regelmatig trachtten gevangenen de Nederlandse grens over te vluchten. Bij die vluchtpogingen werd gericht geschoten, toch slaagden enkele tientallen ontsnappingen. De Nederlandse overheid stuurde de asielzoekers in de meeste gevallen terug naar Duitsland, wat gewoonlijk de dood van de vluchteling betekende. In enkele gevallen, die publieke aandacht trokken, werden asielzoekers niet teruggestuurd maar naar andere landen uitgewezen.